# Kukaracza
Kukaracza (gruz. კუკარაჩა, trb. kukaracza; ros. Дворец Посейдона) – mikropowieść Nodara Dumbadze z 1980, na motywach której w 1982 powstał film o tym samym tytule, w reżyserii Siko Dolidze i jego córki Keti Dolidze. W 1985 powieść wydana została w Polsce w przekładzie Eugeniusza Piotra Melecha.
Kukaracza to liryczna, pełna kolorytu, znakomicie oddająca klimat obyczajowy i swoisty gruziński humor, powieść z wątkiem sensacyjnym. Akcja rozgrywa się w Tbilisi na krótko przed wybuchem II wojny światowej. Autor ukazuje liczne środowiska dużego miasta, ich wzajemne powiązania, świat beztroskiej codzienności z perspektywy relacji dorastającego chłopca, w zetknięciu ze światem przestępstwa i zbrodni. To historia o miłości i lojalności, odwadze i zdradzie, w której ostatecznie tryumfuje dobro, szlachetność i sprawiedliwość – wartości, które ceni najwyżej Nodar Dumbadze, dając temu świadectwo całą swą twórczością, przepojoną głęboko humanistyczną i pełną optymizmu wiarą w piękno natury ludzkiej.